# Diavolo in corpo
Diavolo in corpo è un film del 1986 diretto da Marco Bellocchio, molto liberamente ispirato all'omonimo romanzo di Raymond Radiguet.
È stato presentato nella Quinzaine des Réalisateurs al 39º Festival di Cannes.
Due sequenze del film sono diventate particolarmente celebri: quella in cui Giulia masturba il fidanzato brigatista sotto il tavolo del parlatorio durante un colloquio in carcere e quella in cui pratica una fellatio non simulata ad Andrea.

## Trama
Una donna su un tetto minaccia di suicidarsi. Attira così l'attenzione d'una classe di liceo e d'una bella e nevrotica ragazza borghese, Giulia, dalla quale è subito colpito il liceale Andrea, che scavalcherà poi la finestra dell'aula per inseguirla con la moto, quando lei si allontanerà su una Maserati. Accompagnata dal giovane prete, che poco prima ha tentato goffamente di dissuadere la donna dal suicidio, Giulia fa una sosta dove suo padre era stato ucciso dalle Brigate Rosse e si reca poi a un processo contro dei brigatisti, prodigandosi in segnali d'intesa e d'affetto verso un pentito, al quale è promessa sposa. In tribunale Giulia incontra lo sguardo d'Andrea e subito inizia tra i due un rapporto passionale, che salverà Giulia da quella profonda depressione a cui era rassegnata e a cui fa riferimento l'immagine della donna di colore sul tetto che compare all'inizio del film.

## Produzione
Il film è stato girato a Roma nell'estate del 1985.

## Critica
Per il critico Luigi Paini: «Diavolo in corpo è l’ultima tappa di un’ideale “storia psicologica dell'Italia contemporanea” che Marco Bellocchio percorre con indubbia coerenza dai tempi del suo primo lungometraggio, l’indimenticabile I pugni in tasca. Espressamente dedicato dall’autore al proprio psichiatra psicoterapeuta Massimo Fagioli, di cui sono note le teorie in aperto contrasto con la psicanalisi tradizionale...» Inoltre Morando Morandini, nella sua recensione al film del 24 aprile 1986 su Il Giorno definì la pellicola il «primo film sull'Italia del post-terrorismo.»

## Riconoscimenti
- Ciak d'oro
  - 1987 - Migliore fotografia a Giuseppe Lanci[3]